# Via Balbi
La Via Balbi es una de las calles más importantes de Génova (Italia).

## Historia y descripción
Situada en el extremo occidental del centro histórico, une la Piazza della Nunziata, donde se encuentra la basílica del Vastato, con la Piazza Acquaverde, donde se encuentra la estación de ferrocarril de Génova-Piazza Principe.
Proyectada en 1585 por el arquitecto Bartolomeo Bianco, fue construida entre 1601 y 1618 por voluntad de Stefano Balbi, miembro de la familia de banqueros genoveses Balbi, entonces en el apogeo de su riqueza, y por este motivo fue llamada Strada delli Signori Balbi («calle de los señores Balbi»). Constituyó una intervención urbanística del mismo estilo que la realizada con la Via Garibaldi, consecuencia del traslado de las residencias de lujo del núcleo del centro histórico hacia nuevas zonas de la ciudad, en la época menos densas de construcciones y más tranquilas.
Además de celebrar el estatus y el poder económico alcanzado por la familia, la calle estaba destinada a cumplir una importante función urbanística, ya que abría una vía alternativa a la Via Prè, que ya resultaba insuficiente para la salida de la ciudad hacia el oeste.
Prácticamente inalterada desde la época de su construcción, ha sufrido modificaciones solo en su parte occidental, donde, en lugar de la curva hacia la izquierda que antiguamente llevaba a la Porta di San Tommaso, en 1860 se abrió la plaza de la estación de Génova-Piazza Principe, y a principios del siglo xx se construyeron los grandes hoteles.
La Via Balbi cuenta con numerosos palacios prestigiosos, obras maestras del barroco genovés, muchos de los cuales están incluidos en los Rolli de Génova y declarados Patrimonio de la Humanidad por la Unesco, entre ellos el Palacio Real. También es la sede del campus principal de la Universidad de Génova y sus palacios albergan, entre otras, las facultades de Jurisprudencia y Ciencias Políticas y de Filosofía y Letras (Palazzo Balbi Senarega, Palazzo dell'Università di Genova y contiguos) y la biblioteca universitaria, una biblioteca que data del siglo xvii y perteneció a los jesuitas.
Lamentablemente, su nombre también está unido a los Años de Plomo. El 8 de junio de 1976, en una de sus principales travesías de la zona occidental, la Salita di Santa Brigida, un comando de las Brigadas Rojas asesinó al fiscal Francesco Coco, junto a sus dos agentes de escolta. Fue el primer homicidio político premeditado y reivindicado por parte de los terroristas de la estrella de cinco puntas.
| Palacio                                                                             | Descripción | Imagen |
| ----------------------------------------------------------------------------------- | --- | ------ |
| Palazzo Durazzo Pallavicini o Palazzo di Gio. Agostino Balbi                        | En el número 1, fue diseñado por Bartolomeo Bianco con cuatro alas con logias de gran efecto escenográfico. En 1709 pasó de los Balbi a los Durazzo, que construyeron en él una acrobática escalera en voladizo diseñada por el arquitecto Tagliafichi. Actualmente, por sucesión directa, es propiedad de Cattaneo Adorno. En el interior está custodiada la mayor colección de cuadros privada de la ciudad, con obras de Tiziano, Rubens, Van Dyck, Domenichino, Andrea del Sarto, Guercino, Annibale Carracci, Gregorio de Ferrari, Valerio Castello y Magnasco. |        |
| Palazzo Gio Francesco Balbi o Palazzo Balbi-Cattaneo                                | En el número 2, desde 2001 es la sede de la Facultad de Filosofía y Letras de la Universidad de Génova. Es el más antiguo de los palacios de la familia Balbi construidos sobre edificaciones medievales preexistentes. A finales del siglo xviii, el palacio pasó a la familia Cattaneo Della Volta. Allí se encuentra todavía parte de la colección de cuadros del siglo xvii de los Cattaneo Della Volta. |        |
| Iglesia de los santos Jerónimo y Francisco Javier, antigua Biblioteca Universitaria | Edificada en 1650 por Francesco Maria Balbi como iglesia del colegio de los jesuitas, alberga un notable ciclo de frescos barrocos de Domenico Piola. |        |
| Palazzo Balbi-Senarega o Palazzo Giacomo e Pantaleo Balbi                           | En el número 4, alberga la Facultad de Filosofía y Letras de la Universidad de Génova. Fue proyectado para los hermanos Giacomo y Pantaleo Balbi antes de 1622 y remodelado por el arquitecto Pietro Antonio Corradi. Conserva el jardín original, con su gran ninfeo, y uno de los ciclos pictóricos más importantes del siglo xvii genovés, obra de Valerio Castello, Domenico Piola y Gregorio de Ferrari. |        |
| Palazzo dell'Università o Colegio de los jesuitas                                   | En el número 5, es la sede del Rectorado y de la Facultad de Jurisprudencia y Ciencias Políticas. Fue construido a partir de la década de 1630 por Bartolomeo Bianco como colegio de los jesuitas, financiado por la familia Balbi. El jardín del colegio es actualmente el Jardín Botánico de la Universidad. En él se conserva la colección de estatuas de bronce de Juan de Bolonia provenientes de la destruida iglesia de San Francesco di Castelletto. |        |
| Palazzo Francesco Maria Balbi Piovera o Palazzo Raggio                              | En el número 6, fue edificado entre 1657 y 1665 para Francesco Maria Balbi, que encargó el proyecto al arquitecto Pietro Antonio Corradi. Por voluntad de Edilio Raggio, un armador e industrial que adquirió la construcción en 1870, los interiores fueron reconstruidos completamente con decoraciones de finales del siglo xix. |        |
| Palacio Real                                                                        | La construcción del palacio empezó entre 1618 y 1620 por obra de Stefano Balbi. En 1677 lo compró la familia Durazzo, que lo amplió según el proyecto de Carlo Fontana. En 1824 se completó su adquisición oficial por parte de Víctor Manuel I, rey de Cerdeña. Actualmente alberga el Museo del Palacio Real. |        |
| Iglesia de los santos Víctor y Carlos                                               | Fue construida por los carmelitas descalzos en honor de su protector Carlos Borromeo, según el proyecto de Bartolomeo Bianco, e inaugurada en 1635. La fachada de 1743 fue edificada a expensas de Gerolamo Durazzo. En el interior de la majestuosa decoración barroca destacan obras maestras pictóricas de Domenico Piola, Orazio y Lorenzo de Ferrari, y esculturas de Anton Maria Maragliano y Alessandro Algardi. |        |